# Samba d'Or

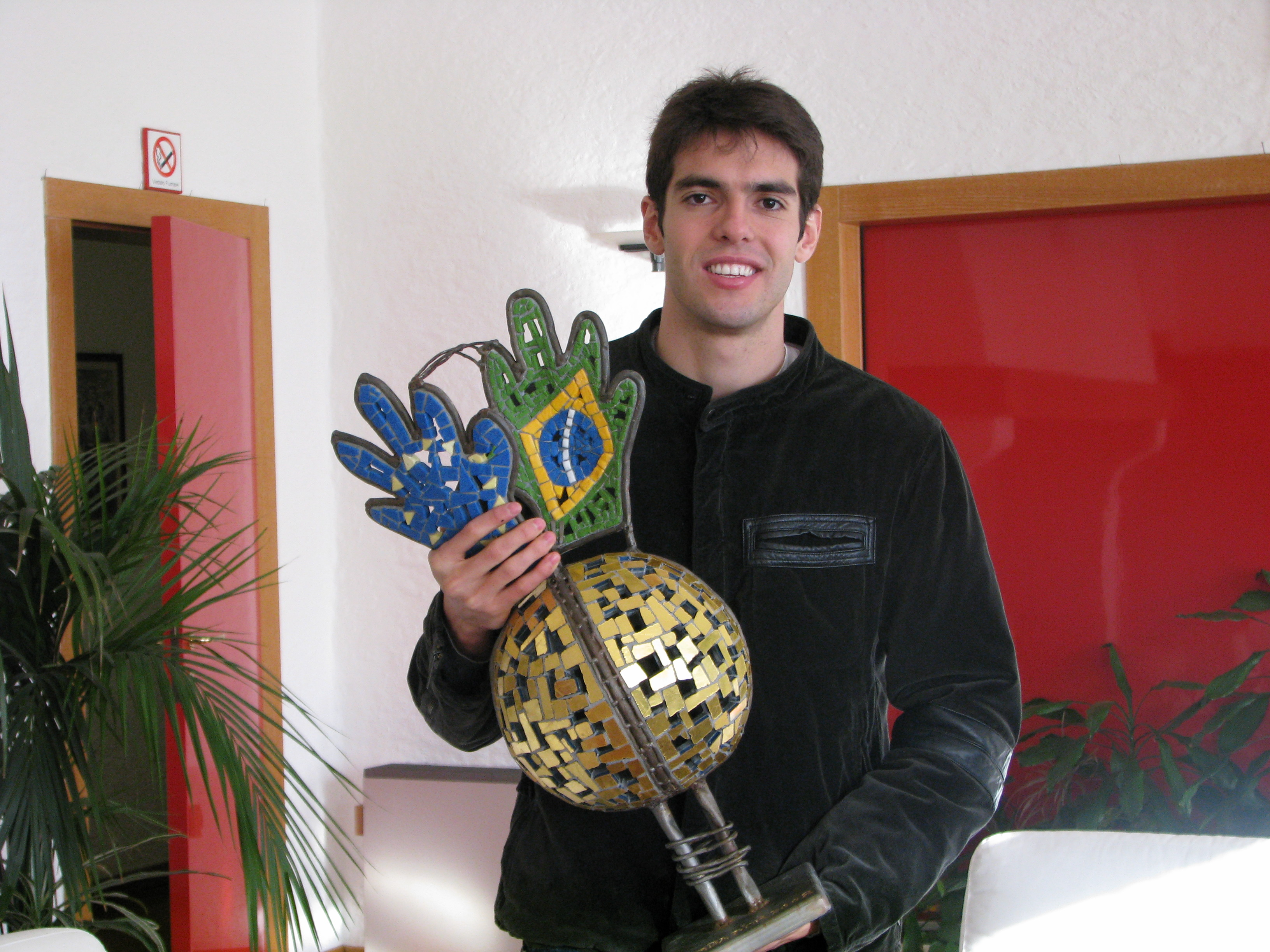
Kaká va rebre el Samba Gold de 2008 a Milanello

El Samba d'Or (també conegut com a Samba Gold) és un premi futbolístic que es dona al millor futbolista brasiler a Europa, i és concedit per la Sambafoot Company. El premi inaugural fou donat el 2008. El Samba Gold es decideix per tres tipus de vots: de periodistes, de companys futbolistes, i d'usuaris d'Internet.

## Història
- El 2008, el guanyador fou el migcampista del AC Milan Kaká. Robinho, del Manchester City FC i Luís Fabiano del Sevilla FC foren respectivament segon i tercer a les votacions. Hi va haver 30 nominacions. Les votacions varen tenir lloc entre l'1 de desembre i el 30 de desembre. Kaká obtingué un 25.03% dels vots, amb un 14.34% per Robinho i un 13.65% per Luís Fabiano.[1]
- El 2009, Luís Fabiano (20.91%) del Sevilla va guanyar el trofeu per davant de Júlio César (17.58%) i Kaká (16.35%).[2]
- El 2010, el premi fou per Maicon (12.60%) de l'Inter de Milà que quedà per davant d'Hernanes (10.76%) i de Thiago Silva (9.56%).[3][4]
- El 2011, el defensa del Milan Thiago Silva (16.33%) guanyà el premi per davant de Dani Alves del FC Barcelona (15.56%) i de Hulk del FC Porto (14.41%).[5][6]
- El 2012, la llista dels 30 candidats es va anunciar el 26 de novembre.[7][8] El defensa del Paris Saint-Germain FC Thiago Silva (17.70%) va obtenir el premi el 31 de desembre, per davant de Ramires (17.04%) i Willian (10.19%).[9]
- El 2013, Thiago Silva va guanyar per tercer any consecutiu, per davant de Dante and Oscar.[10]
- El 2014, Neymar va guanyar per primer cop, amb un rècord de percentatge de vots.[11]
- El 2015, Neymar va guanyar novament, per segon any consecutiu.[12]
- El 2016, Coutinho guanyà per primer cop, acabant amb la ratxa de dons anys de Neymar.[13]
- El 2017, Neymar guanyà el trofeu per tercer cop en quatre anys.[14]
- El 2018, Roberto Firmino guanyà per primer cop.[15]
- El 2019, Alisson es convertí en el primer porter a guanyar el trofeu.[16]
- El 2020, Neymar guanyà per quart cop el guardó.[17]
- El 2021, Neymar guanyà per cinquè cop el guardó, i per primer cop s'atorgà un guardó a una jugadora de futbol femení, en aquest cas, Gio Queiroz.[18]

## Guanyadors

### Futbol masculí
| Any  | Primer            | Club                   | Resultat | Segon             | Club                   | Resultat | Tercer          | Club                   | Resultat |
| ---- | ----------------- | ---------------------- | -------- | ----------------- | ---------------------- | -------- | --------------- | ---------------------- | -------- |
| 2008 | Kaká              | AC Milan               | 25.03%   | Robinho           | Manchester City FC     | 14.34%   | Luís Fabiano    | Sevilla FC             | 13.65%   |
| 2009 | Luís Fabiano      | Sevilla FC             | 20.91%   | Júlio César       | Inter de Milà          | 17.58%   | Kaká            | Reial Madrid           | 16.35%   |
| 2010 | Maicon            | Inter de Milà          | 12.60%   | Hernanes          | SS Lazio               | 10.76%   | Thiago Silva    | AC Milan               | 9.56%    |
| 2011 | Thiago Silva      | AC Milan               | 16.33%   | Dani Alves        | FC Barcelona           | 15.56%   | Hulk            | FC Porto               | 14.41%   |
| 2012 | Thiago Silva      | Paris Saint-Germain FC | 17.70%   | Ramires           | Chelsea FC             | 17.04%   | Willian         | Shakhtar Dontesk       | 10.19%   |
| 2013 | Thiago Silva      | Paris Saint-Germain FC | 24.19%   | Dante             | Bayern de Múnic        | 14.63%   | Oscar           | Chelsea FC             | 8.20%    |
| 2014 | Neymar            | FC Barcelona           | 29.20%   | Miranda           | Atlètic de Madrid      | 16.39%   | Felipe Melo     | Galatasaray            | 16.01%   |
| 2015 | Neymar            | FC Barcelona           | 37.87%   | Douglas Costa     | Bayern de Múnic        | 13.00%   | Felipe Melo     | Inter                  | 9.39%    |
| 2016 | Philippe Coutinho | Liverpool FC           | 32.13%   | Neymar            | FC Barcelona           | 27.88%   | Casemiro        | Reial Madrid           | 13.35%   |
| 2017 | Neymar            | Paris Saint-Germain FC | 27.71%   | Philippe Coutinho | Liverpool FC           | 16.64%   | Marcelo         | Reial Madrid           | 14.43%   |
| 2018 | Roberto Firmino   | Liverpool FC           | 21.79%   | Marcelo           | Reial Madrid           | 20.51%   | Neymar          | Paris Saint-Germain FC | 18.67%   |
| 2019 | Alisson           | Liverpool FC           | 35.54%   | Roberto Firmino   | Liverpool FC           | 23.48%   | Thiago Silva    | Paris Saint-Germain FC | 10.46%   |
| 2020 | Neymar            | Paris Saint-Germain FC |          | Bruno Guimarães   | Olympique de Lió       |          | Casemiro        | Reial Madrid           |          |
| 2021 | Neymar            | Paris Saint-Germain FC | 42.77%   | Vinícius Júnior   | Reial Madrid           | 14.45%   | Lucas Veríssimo | Benfica                | 10.65%   |
| 2022 | Neymar            | Paris Saint-Germain FC | 40.46%   | Lucas Paquetá     | West Ham               | 14.55%   | Bruno Guimarães | Newcastle              | 13.31%   |
| 2023 | Vinícius Júnior   | Reial Madrid           |          | Neymar            | Paris Saint-Germain FC |          | Marquinhos      | Paris Saint-Germain FC |          |

### Futbol femení
| Any  | Primer      | Club                   | Resultat | Segon         | Club            | Resultat | Tercer         | Club                | Resultat |
| ---- | ----------- | ---------------------- | -------- | ------------- | --------------- | -------- | -------------- | ------------------- | -------- |
| 2021 | Gio Queiroz | Llevant UE             | 31.12%   | Ludmila       | Atlético Madrid | 14.45%   | Gabi Nunes     | Madrid CFF          | 8.81%    |
| 2022 | Debinha     | North Carolina Courage | 15.59%   | Gio Queiroz   | Arsenal FC      | 10,08%   | Geyse Ferreira | FC Barcelona        |          |
| 2023 | Tamires     | Corinthians            |          | Bia Zaneratto | Palmeiras       |          | Debinha        | Kansas City Current |          |